# Michał Sanguszkowic
Michał Sanguszkowic (zm. po 1511) – książę, syn Sanguszko Fiodorowicza i Hanny. Ożenił się z Anną (zm. po 1501), z którą miał synów Janusza Sanguszko (zm. około 1516) i Wasyla Sanguszkowicza Kowelskiego (zm. około 1558).